# I Spit on Your Grave
I Spit on Your Grave (bra: Doce Vingança) é um filme estadunidense de 2010, dos gêneros suspense e terror, dirigido por Steven R. Monroe e estrelado por Sarah Butler, Chad Lindberg, Daniel Franzese, Rodney Eastman, Jeff Branson e Andrew Howard. Trata-se de uma refilmagem do filme homônimo de 1978.

## Sinopse
A trama gira em torno de Jennifer Hills (interpretada por Sarah Butler) que é uma escritora que sai da sua cidade grande para ir a uma encantadora cabana na floresta, lugar onde geralmente busca inspiração para começar a escrever um novo livro.
Porém, a presença de Jennifer na pequena cidade chama a atenção de quatro homens, que vão até o local e estupram-na. Antes que eles possam matá-la, Jennifer se joga de uma ponte em direção a um rio e some. Depois de alguns dias procurando por Jennifer, os quatro homens desistem da busca acreditando que ela tenha sido levada pelo rio. Mas ela retorna e começa a sua vingança.[carece de fontes?]

## Elenco
| Intérprete         | Personagem                  |
| ------------------ | --------------------------- |
| Sarah Butler       | Jennifer Hills              |
| Jeff Branson       | Johnny                      |
| Andrew Howard      | Storch                      |
| Daniel Franzese    | Stanley                     |
| Rodney Eastman     | Andy                        |
| Chad Lindberg      | Matthew                     |
| Tracey Walter      | Earl                        |
| Mollie Milligan    | Sra. Storch                 |
| Saxon Sharbino     | Chastity                    |
| Amber Dawn Landrum | Mulher no posto de gasolina |

## Recepção crítica
A reação do filme tem sido negativa por boa parte dos críticos de cinema, possuindo uma aprovação de 30% no Rotten Tomatoes com base em 60 análises, com o consenso simplesmente rotulando-o como uma "exploração bem disparada que tem menos propósito e utilidade do que em 1978". Roger Ebert deu-lhe zero estrelas (o mesmo que deu ao original) e descreveu-o como "remake desprezível de um filme desprezível". Notadamente, Ebert não se referiu à qualidade técnica do mesmo, mostrando indignação pelo roteiro de I Spit on Your Grave. Ele diz: "o filme apresenta um senso falso de equivalência moral", e completou, "se eu estupro alguém, eu cometi um crime. Porém, se você me matar, estará cometendo outro". Mick LaSalle, do jornal San Francisco Chronicle, escreveu: "além de todas as coisas óbvias sobre o filme, I Spit on Your Grave tenta fazer com que as pessoas odeiem umas às outras".
O filme, porém, não recebeu apenas críticas, a grande imprensa veio através do jornal The New York Times apoiá-lo. Em sua crítica disse que o filme mostra uma fantasia de vingança de mulheres que passaram por uma situação parecida e que I Spit on Your Grave é extremamente eficiente em saciá-la. O jornal The New York Post também ofereceu suporte ao filme e disse que os espectadores devem ver como as pessoas podem lidar com situações de violência e com o sentimento de vingança. V.A. Musetto deu 4/5 estrelas ao filme e destacou que a personagem principal não apenas quer matar seus violentadores, mas quer que eles passem por sofrimento e compara o enredo com a Lei de Talião, "olho por olho, dente por dente".
A revista Fangoria, especializada em filmes de terror, disse que o remake é tão cru e perturbador em sua brutalidade quanto o original, talvez mais, pela sua qualidade de imagem.

## Prêmios e indicações

### Prêmios
Toronto After Dark Film Festival
- Melhor filme (3º lugar): 2010[11]

### Indicações
Montreal Fantasia Internacional Film Festival
- Seleção oficial: 2010[12]

Fright Meter Awards - Melhor atriz - Sarah Butler[carece de fontes?]